# 7561 Patrickmichel
7561 Patrickmichel este un asteroid din centura principală de asteroizi.

## Descriere
7561 Patrickmichel este un asteroid din centura principală de asteroizi. A fost descoperit pe 7 octombrie 1986 la Stația Anderson Mesa de Edward L. G. Bowell. Asteroidul prezintă o orbită caracterizată de o semiaxă mare de 2,78 ua, o excentricitate de 0,24 și o înclinație de 9,8° în raport cu ecliptica.